# Pentagonale
Die Pentagonale war eine lose Kooperation von fünf Staaten, die im November 1989 – unmittelbar nach der Wende – auf Initiative Österreichs (insbesondere Erhard Buseks) von vier Außenministern in Budapest gegründet wurde. Wenig später trat ihr die ČSSR bei.
Als „Fünfeck“ der Länder Italien, Österreich, Jugoslawien, Ungarn und der Tschechoslowakei leitete die Staatengruppe eine Zusammenarbeit auf dem Gebiet von Kultur und Wissenschaft ein, die auf zahlreichen Gemeinsamkeiten aus den Zeiten der Österreichisch-ungarischen Monarchie aufbauen konnte.
Neben der Ausweitung kultureller Kontakte kam es vor allem im Bereich der Technik zu intensiven Gesprächen. Sie sollten u. a. zu einer Vereinheitlichung des im Osten lange vernachlässigten Katasters beitragen und führten auch zu erfolgreichen Projekten bei GPS-Vermessung und in der Geophysik. In den erstgenannten Bereichen gelang die Definition gemeinsamer Ziele relativ rasch, sodass Österreich und Italien bald Hilfestellung geben konnten. Im Bereich der Geodynamik war Tschechien der wichtigste Initiator, wobei es auf Vermessungs-Projekte aus der Zeit des RGW zurückgreifen konnte.
Im Jahr 1991 äußerte auch Polen den Wunsch beizutreten, was aus der „Pentagonale“ die Hexagonale (Sechseck) werden ließ. Die Zuteilung der erhofften Finanzen durch die beteiligten Regierungen ließ jedoch zu wünschen übrig. Wenig später begannen die Diskrepanzen zwischen Serbien und Kroatien, welche die internationale Kooperation erschwerten und bald den Zerfall Jugoslawiens einleiteten.
Nach einer eher fruchtlosen Periode entstand aus der Hexagonale 1992/93 – auf erweiterter Basis – die Zentraleuropäische Initiative. Die ersten zusätzlichen Mitglieder waren Bosnien, Kroatien und Slowenien, später folgten weitere Staaten Mittel- und Osteuropas.